# 尉遅敬徳

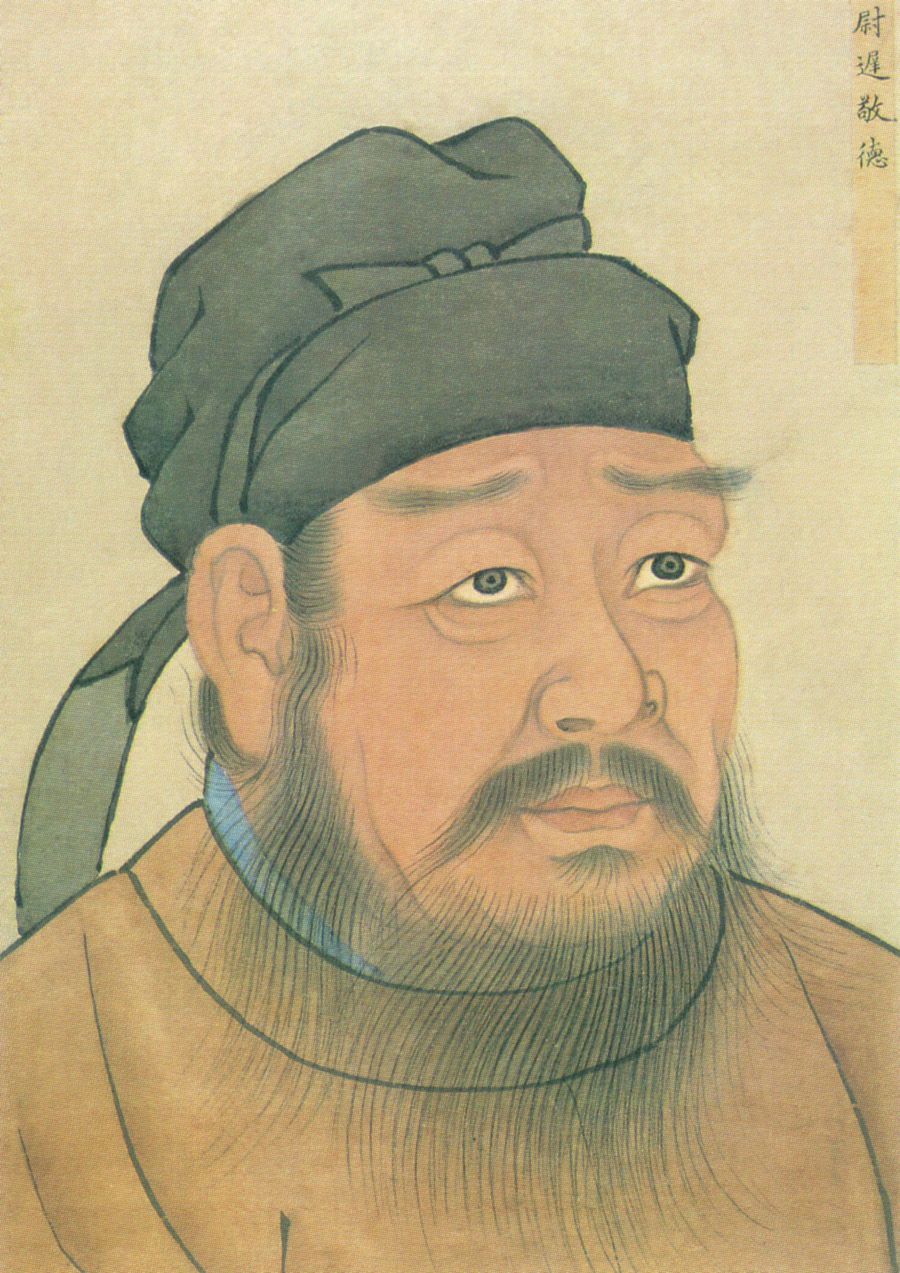
尉遅敬徳 肖像

尉遅 敬徳（尉遲敬德、うっち けいとく、Yùchí Jìngdé、開皇5年（585年） - 顕慶3年11月26日（658年12月26日））、尉遅 恭（尉遲恭、うっち きょう、Yùchí Gōng）は、中国の唐の軍人。姓は尉遅で、名は恭。墓誌によると、名は融。敬徳は字であり、字をもって通称される。本貫は朔州善陽県。唐の凌煙閣二十四功臣のひとりに挙げられた。また、後世には『捜神広記』を基に秦叔宝とともに門神として信仰された。

## 経歴
隋の儀同の尉遅伽の子として生まれた。大業末年、高陽で従軍して、翟松柏・劉宝強らを討伐して功績を挙げ、朝散大夫となった。また王須抜・魏刀児（歴山飛）らを攻撃して、功により正議大夫となった。大業13年（617年）、劉武周が乱を起こすと、その下で偏将となった。武徳2年（619年）、宋金剛とともに南進して、晋州・澮州を奪い、唐の永安王李孝基を撃破し、独孤懐恩・唐倹らを捕らえた。武徳3年（620年）、劉武周が唐の秦王李世民と柏壁で決戦して敗れると、敬徳は残軍を統率して介休を守った。李世民が任城王李道宗・宇文士及らを派遣して敬徳を説得し、敬徳は尋相とともに唐に降った。
敬徳は右一府統軍となり、王世充に対する攻撃に従った。まもなく尋相が唐に叛くと、諸将は敬徳も乱に加わったものと疑い、彼を捕らえた。屈突通や殷開山が敬徳を殺すよう進言したが、李世民は「敬徳が叛くときは、尋相の後になどつくものか」と相手にせず、敬徳を寝室の中に招いて「わたしは讒言をもって良士を害したりはしない」といい、「去りたいときには資金とせよ」と金まで渡した。この日たまたま王世充が数万の兵を率いて襲撃してくると、敬徳は李世民の前で奮戦し、敵将の単雄信・陳智略を捕らえた。
武徳4年（621年）、竇建徳が板渚に駐屯すると、敬徳は竇建徳の大軍を挑発して堡塁から引きずり出し、李勣らの伏兵が横撃して、竇建徳を大いに破った。また王世充の兄の子の王琬が隋の皇帝の馬をこれ見よがしに乗り回していたが、敬徳はわずか三騎で敵陣に乗り込み、王琬を捕らえ、その馬を引き連れて帰った。劉黒闥との戦いで、李世民・李勣らが奇襲を受け、敵に包囲されたことがあったが、敬徳は壮士を率いて敵陣に乗り込み、混乱に乗じて李世民は脱出することができた。また徐円朗との戦いでも功績があって、秦王府左二副護軍に任ぜられた。
太子李建成が敬徳に金品を贈って麾下に招こうとしたことがあったが、敬徳はこれを拒絶して怒りを買った。このため刺客に襲われたり、讒言されて高祖に殺されかけたりした。李世民と李建成・李元吉との間が緊張を高めると、敬徳は長孫無忌とともに李世民の決断を迫った。武徳9年（626年）、玄武門の変が発動されると、敬徳は70騎を率いて李元吉を射殺し、高祖に迫って李世民に全権を委ねる詔を出させ、治安を回復させた。
李世民が皇太子となると、敬徳は左衛率に任ぜられ、李建成・李元吉の党与に罪を及ぼさないよう進言した。変における論功第一として絹万匹と斉府の金幣・什器を賜った。貞観元年（627年）、右武候大将軍に任ぜられ、呉国公に封ぜられ、実封1300戸を受けた。
突厥の侵入を受けると、涇州道行軍総管となり、涇陽でこれを撃退した。敬徳は功績に対する自負心が強く、大臣の長孫無忌・房玄齢らと合わず、貞観3年（629年）には襄州都督に左遷され、さらに貞観8年（634年）には同州刺史とされた。貞観11年（637年）、宣州刺史に任ぜられ、鄂国公に改封された。のちに鄜州都督・夏州都督を歴任した。貞観17年（643年）、隠退を願い出ると、開府儀同三司とされた。
太宗李世民が高句麗遠征（唐の高句麗出兵）を決めると、敬徳は親征しないよう求めたが、容れられなかった。本官のまま、太常卿を代行し、左一馬軍総管となり、駐蹕山で高句麗軍を破った。帰還すると官界から隠退した。晩年は仙人の道を信じて、金石を錬り、雲母の粉を呑み、人との交際を絶って修行したという。
顕慶3年（658年）11月、74歳で没した。司徒・并州都督の位を追贈され、忠武と諡され、昭陵に陪葬された。
敬徳の妻の蘇娬（そぶ、589年 - 613年）は、若くして亡くなり、鄂国公夫人を追贈された。
子に尉遅宝琳（うっちほうりん）があり、衛尉卿に上った。

## 伝記資料
- 『旧唐書』巻68 列伝第18「尉遅敬徳伝」
- 『新唐書』巻89 列伝第14「尉遅敬徳伝」
- 大唐故開府儀同三司鄂国公尉遅君墓誌
- 大唐故司徒公并州都督上柱国鄂国公夫人蘇氏墓誌